# Selaparang
Selaparang is een bestuurslaag in het regentschap Oost-Lombok van de provincie West-Nusa Tenggara, Indonesië. Selaparang telt 3537 inwoners (volkstelling 2010).